# Oenosandra squamipunctum
Oenosandra squamipunctum är en fjärilsart som beskrevs av Felder. Oenosandra squamipunctum ingår i släktet Oenosandra och familjen Oenosandridae. Inga underarter finns listade i Catalogue of Life.